# NGC 2233
NGC 2233 (również PGC 18882) – galaktyka eliptyczna (E-S0), znajdująca się w gwiazdozbiorze Złotej Ryby. Odkrył ją 30 listopada 1834 roku John Herschel.